# Longicyatholaimus minor
Longicyatholaimus minor is een rondwormensoort uit de familie van de Cyatholaimidae. De wetenschappelijke naam van de soort is voor het eerst geldig gepubliceerd in 1897 door Cobb.